# Andin Rashica
Andin Rashica (ur. 19 września 1990 w Gnjilanem) – kosowski trener koszykarski, będący najmłodszym trenerem w historii kosowskiej koszykówki. Pracował także jako dziennikarz dla stacji telewizyjnej RTV21.